# Poltava (Puškin)
Poltava (1829, Полтава) je historická poema ruského romantického básníka, prozaika a dramatika Alexandra Sergejeviče Puškina (1799–1837), která je oslavou velikého ruského panovníka cara Petra Velikého, který svými činy, vítězstvím nad Švédy i nad povstalcem Mazepou (kozácký hejtman v letech 1687 až 1708) uvedl Rusko na cestu slávy.

## Obsah poemy
Poema začíná tím, že se postarší kozácký hejtman Ivan Stěpanovič Mazepa uchází o krásnou dívku Marii u jejího otce Kočubeje. I když Kočubej zjistí, že Marie Mazepu miluje, nechce mu ji pro jeho stáří dát. Mazepa nejprve Kočubejovi vyhrožuje a nakonec dívku unese. Kočubej se rozhodne, že se mu pomstí, a pošle do Moskvy carovi Petrovi udání, že se Mazepa spolčuje se Švédy proti vlasti a caru. Poselství však nemá očekávaný výsledek. Car mu neuvěřil, dal Kočubeje uvěznit a vydal jej do Mazepových rukou. Ten nechá Kočubeje mučit, aby jej přinutil nejen k přiznání všech zločinů, ze kterých ho obvinil, ale především k vyzrazení skrýše, v níž ukryl své bohatství, neboť Mazepa potřebuje peníze na další vydržování svých vojsk. Protože to Kočubej neprozradí, rozhodne se Mazepa, že ho nechá ráno popravit.
Marie Mazepovi vyčítá, že se jí málo věnuje a že ji neustále opouští, zřejmě pro jinou ženu. Mazepa jí proto svěřuje své tajemství. Chce s pomocí švédského krále odtrhnout Ukrajinu od Ruska a sám vládnout. Marie mu slibuje věrnost. Náhle se však u ní tajně objevuje její matka a sděluje jí, že její otec bude časně ráno popraven. Marie spěchá za Mazepou, aby prosila za otce, ale přibíhá na popraviště pozdě. Kočubej je již mrtvý. Mazepa se vrací domů, ale Marie tam není. Zmizela neznámo kam. Když pak švédský král Karel XII. vtrhne na Ukrajinu, přidá se Mazepa otevřeně na jeho stranu.
Poema vrcholí bitvou u Poltavy dne 8. července roku 1709, ve které Rusové vedení carem Petrem Velikým s velkou převahou porazila švédská vojska. Z Mazepy je rázem štvanec. Při útěku se dostane až do sadu u Kočubejova domu. Setká se tu s Marií, která zešílela hrůzou ze smrti otce. Nepoznává jej, a tak jí Mazepa ponechává svému osudu.
V epilogu poemy autor již pouze formuluje základní smysl svého díla – vítězstvím u Poltavy položil Petr Veliký pevný základ rozvoji evropské kultury na ruské půdě, v čemž tkví jeho nesporný historický význam.

## Adaptace

### Hudba
Podle poemy složil roku 1884 ruský skladatel Petr Iljič Čajkovskij operu Mazepa.

### Film
- Mazepa (1909, Мазeпа), Rusko, režie Vasilij Gončarov, němý film,
- Mazepa (1996, Mazeppa), Rakousko, režie Brian Large, televizní zpracování Čajkovského opery v ruském originále.

Existují i další filmy, které se jmenují Mazepa, ale ty jsou natočeny podle jiných předloh.

## Česká vydání
- Poltava, 1856, Bedřich Rohlíček, Praha 1854, přeložil Václav Čeněk Bendl-Stránický,
- Básně rozpravné, Tisk a sklad Václava Vetterla, Písek 1859, přeložil Václav Čeněk Bendl-Stránický, svazek obsahuje mimo jiné i Poltavu,
- Poltava, Alois Dyk, Praha 1932, přeložil Jindřich Najman, znovu Československá grafická unie, Praha 1935,
- Výbor z díla III. – Lyrika, pohádky, poemy, Svoboda, Praha 1950, svazek obsahuje mimo jiné i Poltavu v překladu Zdenky Bergrové (zde pod jménem Zdena Vovsová),
- Poltava, Mladá fronta, Praha 1951, přeložila Zdenka Bergrová (zde pod jménem Zdena Vovsová),
- Pohádky a poemy, SNKLHU, Praha 1954, svazek obsahuje mimo jiné i Poltavu v překladu Zdenky Bergrové.